# Dinatriummalonat
Dinatriummalonat ist eine chemische Verbindung aus der Gruppe der Malonsäuresalze, genauer das Dinatriumsalz der Malonsäure.

## Eigenschaften
Dinatriummalonat ist ein weißer Feststoff, der in Wasser gut löslich ist.

## Verwendung
Dinatriummalonat wird zur Herstellung von Malonsäureestern verwendet. Weiter wird es als Hilfsmittel zur Kristallisation von Viren und Proteinen und zur Herstellung von Pufferlösungen verwendet.

## Externe Links zu erwähnten Verbindungen
1. ↑  Externe Identifikatoren von bzw. Datenbank-Links zu Dinatriummalonatmonohydrat:  CAS-Nr.: 26522-85-0, PubChem: 2735073, ChemSpider: 2016787, Wikidata: Q72488125.
2. ↑  Externe Identifikatoren von bzw. Datenbank-Links zu Dinatriummalonathydrat:  CAS-Nr.: 132499-82-2, Wikidata: Q131633952.